# 1920-as Grand Prix-szezon
Az 1920-as Grand Prix-szezon volt a Formula–1 előtti éra tizenharmadik szezonja. Az idény során még mindig csak amerikai és olasz versenyeket rendeztek.

## Versenyek
| Név                   | Helyszín     | Időpont       | Győztes versenyző | Győztes konstruktőr | Összefoglaló |
| --------------------- | ------------ | ------------- | ----------------- | ------------------- | ------------ |
| indianapolisi 500     | Indianapolis | Május 31.     | Gaston Chevrolet  | Monroe              | Összefoglaló |
| mugellói Nagydíj      | Mugello      | Június 13.    | Giuseppe Campari  | Alfa Romeo          | Összefoglaló |
| Elgin National Trophy | Elgin        | Augusztus 28. | Ralph DePalma     | Ballot              | Összefoglaló |
| Targa Florio          | Madonie      | Október 24.   | Guido Meregalli   | Nazzaro             | Összefoglaló |